# あおぞら鈴音
『あおぞら鈴音』（あおぞら すずね）は、ジュブナイルポルノ作家。

## 人物
『こいねこ〜君に逢えたら』で美少女文庫新人賞を受賞し、2005年7月に同作でフランス書院の美少女文庫からデビュー。
デビュー当時にフランス書院が公表したプロフィールによれば、デビュー時点（2005年）で16歳の現役高校生。高校生がジュブナイルポルノ作家としてデビューしたという話題は当時様々な波紋や憶測を呼んだ。
作家としての活動は、2005年から2006年に掛けて美少女文庫からデビュー作を含め2作を発表したのみで、その後の活動は確認できない。
また、高校入学とともに開設された本人のブログも順当にいけば翌年3月に高校卒業となる2006年に削除された。

## 著作一覧

### 美少女文庫
- こいねこ〜君に逢えたら（イラスト：榊MAKI、2005年7月、ISBN 4-8296-5754-5）
- バンドしようよ♪ 幼なじみボーカリスト（イラスト：雨音響、2006年6月、ISBN 4-8296-5782-0）